# Heer & Meester
De televisieserie Heer & Meester was een privédetectiveserie met in de hoofdrollen Daan Schuurmans, Sytske van der Ster (in seizoen 1) en Sophie van Winden (in seizoen 2).

## Achtergrond
De serie is bedacht door producent en regisseur Willem Zijlstra die tijdens een feestje Daan Schuurmans aansprak over het idee. Schuurmans liet toen weten dat hij het graag wilde doen, maar dat hij zichzelf te jong vond om het op dat moment al te doen, waardoor de serie pas 10 jaar later ook daadwerkelijk verscheen.
Valentijn Rixtus Bentinck is een gefortuneerde man die op zoek is naar zijn verleden. Hij weet niet wie zijn ouders en familie zijn en ook niet waar hij vandaan komt. Door toeval kruist zijn pad met officier van justitie Suze Geleijnse, voor wie hij zijn verveling streelt door het ontmaskeren van personen en het oplossen van strafzaken. In seizoen 2 wordt Suze vervangen door officier van justitie Floor van Nijevelt. Valentijn wordt doorgaans bijgestaan door zijn trouwe butler Leo, die hem bedient in Hotel des Indes in Den Haag.
De in opdracht van Omroep MAX gemaakte serie startte op zaterdag 11 januari 2014. Het eerste seizoen telde tien afleveringen die wekelijks werden uitgezonden tot en met 15 maart 2014. Gemiddeld keken er 1.392.300 kijkers. Het tweede seizoen van eveneens tien afleveringen werd tussen 28 januari 2016 en 7 april 2016 op donderdagavond uitgezonden. Het tweede seizoen trok gemiddeld 1.121.900 kijkers. Na deze twee seizoenen werd er op 29 december 2018 een slotfilm uitgezonden op televisie, Heer & Meester: de Film, waarin Valentijn wordt geconfronteerd met zijn verleden.

## Rolverdeling
| Personage                      | Acteur              | Functie                                             |
| ------------------------------ | ------------------- | --------------------------------------------------- |
| Valentijn Rixtus Bentinck      | Daan Schuurmans     | Gefortuneerde privédetective                        |
| Leo Coops                      | Hubert Fermin       | Butler van Valentijn, conciërge bij Hotel Des Indes |
| Suze Geleijnse (Seizoen 1)     | Sytske van der Ster | Officier van justitie                               |
| Floor van Nijevelt (Seizoen 2) | Sophie van Winden   | Officier van justitie                               |
| Pater Bentinck                 | Jules Croiset       | Pater                                               |
| Richard Frensdorf              | Ferdi Stofmeel      | Officier van justitie                               |
| Harald de Vries                | Mark Rietman        | Procureur-generaal                                  |

## Productie

### Seizoen 1 (2014)
| Afl. | Nr.  | Titel                       | Regisseur           | Scenario                       | Datum            |
| --- | ---- | --------------------------- | ------------------- | ------------------------------ | ---------------- |
| 1 | 1.01 | Fabergé                     | Pollo de Pimentel   | Bert Bouma (scenarioschrijver) | 11 januari 2014  |
| Valentijn wordt met een luchtballon afgezet door zijn butler Leo op het landgoed van privébankier Sebastiaan Meyer Swantée (Harry van Rijthoven). Valentijn is op jacht naar een armband van Fabergé, die hem meer kan vertellen over zijn verleden, maar het inbreken in de kluis gaat zeer moeizaam en hij stoot daarbij de beveiliging in de kluis om. Op de vlucht voor de beveiliging wordt hij gepakt en overgedragen aan de politie. Officier van Justitie Suze Geleijnse krijgt van Procureur Generaal Harold de Vries de mededeling de voornaamste discretie te betrachten: "Dit land wordt gerund door 400 familie's en die gaan altijd voor". Suze verhoort Valentijn, die toegeeft de kluis te hebben geopend, maar niet de schermleraar van de vrouw des huizes (Eva Marie de Waal), de jongere golddigger van Meyer Swantée, te hebben vermoord en de kluis te hebben leeggeroofd. Op zoek naar de moordenaar en juwelendief die hem erin heeft geluisd moet Valentijn één ding doen, ontsnappen uit het politiebureau, op geheel bijzondere wijze. Valentijn weet de dochter van Meyer Swantée, Elise (Charlie Chan Dagelet) zover te krijgen hem wegwijs te maken binnen de familie, op zoek naar de dader... Met: Robert de Hoog, Max van den Burg, Ilke Paddenburg, Fred Scherringa, Rufus Hegeman, e.a. |      |                             |                     |                                |                  |
| 2 | 1.02 | Eenmaal Andermaal           | Pollo de Pimentel   | Robert Jan Overeem             | 18 januari 2014  |
| Suze vraagt Valentijn's hulp in een zaak die voor haar carrière van groot belang is: vervalste kunst van George Hendrik Breitner. Valentijn valt met zijn neus in de boter als tijdens het bezoek aan een kunstexpositie het lijk van de veilingmeester (Eric Kuijper) opduikt. Hij gaat op zoek naar de vervalser en moordenaar, maar loopt hierbij nogal in de gaten. Langzaam ontdekt hij dat de directrice van veilinghuis Lazenby's, die de vervalste kunst verkoopt, Daphne van Cleef (Anna Drijver), in grote problemen zit en ontpopt Valentijn zich tot haar reddende engel... Met: George van Houts, Jochum ten Haaf, Edon Rizvanolli, Annelies van der Bie, Nina Epifanova & Harm Siegel |      |                             |                     |                                |                  |
| 3 | 1.03 | Huize Boschrust             | Willem Zijlstra     | Robert Jan Overeem             | 25 januari 2014  |
| Een oplichter (Vincent Croiset) achter wie Suze geruime tijd heeft aangezeten is jaren geleden spoorloos verdwenen tijdens een zeiltocht. Suze heeft aanwijzingen dat de man zit ondergedoken in een luxueuze psychiatrische kliniek (Huize Boschrust). Valentijn doet zich voor als patiënt om de man te vinden, als hij bij aankomst stuit op een lijk... Met: Joy Wielkens, Barbara Pouwels, Laus Steenbeeke, Bert Geurkink, Vincent Linthorst, Marlies Hamelynck, Jan Slagter & Devon Donovan |      |                             |                     |                                |                  |
| 4 | 1.04 | Rook                        | Willem Zijlstra     | Bert Bouma                     | 1 februari 2014  |
| Een collega van Suze, Simon den Oever, (Michael Bleekemolen) komt om bij een crash tijdens zijn grootste hobby: autoracen. Echter lijkt al het bewijs al te zeggen wat erachter steekt: moord. Den Oever deed onderzoek naar de louche autohandelaar Bernhard Hesselmans (Victor Löw), die door Suze en Den Oever verdacht wordt (en werd) van drugshandel. Valentijn legt contact met Hesselmans en ontdekt dat deze naar Évian-les-Bains vertrekt om mee te doen aan een vlinderrally. Samen met Suze gaat hij naar Frankrijk om Hesselmans te ontmaskeren... Met: Sanne Langelaar, Niels Croiset, Ernst Dekkers, Wim Serlie, Michael Hofland, Nico Moust, e.a. |      |                             |                     |                                |                  |
| 5 | 1.05 | Kwestie van Chemie (Chemie) | Marc Willard        | Wim Hoen & Bennie Roeters      | 8 februari 2014  |
| Uit het lab van professor Breck (Matthieu Gütschmidt) is een dodelijk virus verdwenen, een agressieve mutatie van de Vogelgriep. Suze benadert Valentijn, die het hoofd van de faculteit (Kees Boot) kent. Bij aankomst in het lab sterft Breck aan zijn eigen virus. Wie loopt er rond met het virus? En valt te voorkomen dat dit virus zich massaal gaat verspreiden? Valentijn gaat op zoek naar het virus en ontdekt dat een aantal zaken niet kloppen... Met: Karien Noordhoff, Olga Zuiderhoek, Robert de Hoog, Max van den Burg, Duncan de Vries & Brian Ligthart |      |                             |                     |                                |                  |
| 6 | 1.06 | Stradivarius                | Pieter Walther Boer | Bert Bouma                     | 15 februari 2014 |
| Valentijn vergezelt de Italiaanse violiste Monica Altobelli (Mariana Aparicio Torres) tijdens haar verblijf in Den Haag, tussen de optredens door. Het gaat al snel fout als Monica haar Stradivarius van 7 miljoen euro in een taxi laat liggen. De Vries slaat op tilt en zegt Suze zelfs dat ze een AMBER Alert moet instellen. Valentijn gaat op zoek naar de viool, waarbij hij bijna omkomt in een vlammenzee... Met: Teddy May, Elisa Beuger, Diederik Allesie, Charles Alvarez de Cruz, Joop Keesmaat, Roosmarijn Wind, e.a. |      |                             |                     |                                |                  |
| 7 | 1.07 | De Debutante                | Pieter Walther Boer | Robert Jan Overeem             | 22 februari 2014 |
| Suze vraagt Valentijn voor haar te infiltreren tijdens het Wiener Ball, waar jaarlijks voor miljoenen aan sieraden worden geroofd. Valentijn duikt op tijdens de repetities als fotograaf en ontdekt dat de kloof tussen oud en nieuw geld groot is. Ondertussen stuit hij op een juwelenroof, waarbij een dodelijk slachtoffer valt... Met: Ricky Koole, Bram Suijker, Chloé Leenheer, Tom de Ket, Serge Falck, Wilke Durand, Poal Cairo, Rebecca Bakker, Tim Schouten, Thijs Meeuwsen & Wil van der Meer |      |                             |                     |                                |                  |
| 8 | 1.08 | De Jacht                    | Marc Willard        | Robert Jan Overeem             | 1 maart 2014     |
| De adellijke landheer Arnoud de Beaufort (Krijn ter Braak) wordt getreiterd door projectontwikkelaar Karst Kranenburg (Rogier Philipoom) die uit is op de koop van het landgoed van Beaufort. Suze vraagt Valentijn uit te zoeken of er iets te vinden valt om Kranenburg op te pakken, ze kent de Beauforts vrij goed. Tijdens de jaarlijkse jachttocht duikt Valentijn, die ze ook lijkt te kennen op, tot verrassing van Suze. Tijdens de jachttocht komt de wethouder (Menno van Beekum) om bij een jachtongeluk. Maar hoe meer Valentijn en Suze in de zaak duiken, hoe meer duidelijk wordt dat er zaken met de betrekking tot de verkoop van het landgoed niet kloppen, en ook niet met betrekking tot het jachtongeluk... Met: Eva Duijvestein, Jeroen de Man & Mimi Ferrer |      |                             |                     |                                |                  |
| 9 | 1.09 | Het Schotse Stuk            | Pollo de Pimentel   | Wim Hoen & Bennie Roeters      | 8 maart 2014     |
| Suze zet Valentijn op een zuuraanval, waar de directrice van een theater (Ilse Ott) slachtoffer van werd. Tijdens zijn onderzoek ontdekt Valentijn, dat een van de hoofdrolspelers van het stuk Macbeth (toneelstuk), Guido (Benja Bruijning), de nieuwe liefde van Suze is. Wat dit onderzoek misschien wel bemoeilijkt, zeker als Suze haar Valentijnsdate met Guido moet rekken vanwege een zeer delicate reden... Met: Juda Goslinga, Hugo Koolschijn, Nhung Dam, Lien Van de Kelder, Esgo Heil, Robert de Hoog & Sander Pluk |      |                             |                     |                                |                  |
| 10 | 1.10 | Last Hole                   | Pollo de Pimentel   | Bert Bouma                     | 15 maart 2014    |
| Suze vertelt Valentijn in het diepste geheim dat het Thaddeus miljoenen heeft gestoken in een Piramidespel. Valentijn gaat op zoek naar het brein achter het pyramidespel, een snelle jongen (Fabian Jansen), bij wie een hoop rijkaards geld hebben ingelegd. Wanneer Valentijn met deze man in contact hoopt te komen, vindt hij hem, dood, tot aan zijn hoofd ingegraven in een golfhole. Kan Valentijn nog ontdekken waar het geld is gebleven? Ondertussen bedenkt hij een gelegenheid om zijn moeder, de vrouw die hij herkent van het schilderij: Meisje in witte kimono, te vinden, maar wel een vrij drastische én emotionele... Met: Ad van Kempen, Harry van Rijthoven, Jasper Boeke, Elise van 't Laar, e.a. |      |                             |                     |                                |                  |

### Seizoen 2 (2016)
| Afl. | Nr.  | Titel                              | Regisseur         | Scenario                          | Datum            |
| --- | ---- | ---------------------------------- | ----------------- | --------------------------------- | ---------------- |
| 11 | 2.01 | De Klap (VIP)                      | Pollo de Pimentel | Bert Bouma (scenarioschrijver)    | 28 januari 2016  |
| Valentijn lijkt net zijn moeder (Lizzy van Etten) te ontmoeten als Suze een bericht stuurt: hij moet daar weg, waarna een scherpschutter (Maartje Remmers) het vuur op hem opent en Valentijn net op tijd weet weg te duiken, waarbij zijn moeder ontkomt. Vervolgens belt hij Suze, die tijdens het telefoongesprek wordt opgeblazen. Het wijst er al snel op dat ze tijdens een gesprek met een vastgoedmagnaat (Hein van der Heijden) informatie heeft opgevangen die anderen niet moesten krijgen. Valentijn denkt dat het over hem ging. Officier van Justitie Floor van Nijevelt, die de moord op Suze onderzoekt, zit echter niet te wachten op een "amateur detective" en zij en Valentijn volgen "ieder hun eigen overtuiging", op zoek naar Suze's moordenaar... Met: Robert de Hoog, Guy Clemens, Stephan Liebman, Frank Rigter, Bart Slegers, e.v.a. |      |                                    |                   |                                   |                  |
| 12 | 2.02 | Diamantroof                        | Pollo de Pimentel | Lex Passchier                     | 4 februari 2016  |
| Een autoriteit op het gebied van diamanten, David Presser (Henk Kalfsterman), sterft aan een hartaanval als hij zijn leeggeroofde kluist ontdekt. Floor vraagt Valentijn zich erbuiten te houden, ze kan het zelf wel oplossen. Ze heeft al snel een verdachte, Nico Hoogenboom (Bert Luppes), die net vrij is na een reeks grote kluisroven, zijn modus operandi is bij deze roof gebruikt. Leo zit ondergedoken in de kelder van het hotel, blijkt een oude bekende van Leo, die hem nog wat verschuldigd is. Hij zegt dat hij onschuldig is, waarna Leo Valentijn om een gunst vraag: uit te zoeken wie Leo erin geluisd heeft. Dit gaat niet zonder risico... Met: Hans Croiset, Joke Devynck, Merijn de Jong, Chiem Vreeken, Bob Schwarze, Guy Clemens & Mirjam Stolwijk |      |                                    |                   |                                   |                  |
| 13 | 2.03 | De Parfumeur                       | Willem Zijlstra   | Wim Hoen                          | 11 februari 2016 |
| De aanstaande (Nienke Hofslot) van een wereldberoemde parfumeur (Tom Jansen (acteur) is spoorloos verdwenen. Floor roept Valentijn's hulp in omdat ze hun vorige samenwerking "in het geheel niet onprettig vond". Valentijn kent de man en zoekt samen met Floor uit wat er is gebeurd. Al snel heeft hij door dat het fotomodel dood is. Maar wat is er gebeurd? En waar is haar lijk? Met: Guy Clemens, Birgit Schuurman, Tim Murck, e.a. |      |                                    |                   |                                   |                  |
| 14 | 2.04 | De Dokter                          | Pollo de Pimentel | Robert Jan Overeem                | 18 februari 2016 |
| Een ziekenhuis dat onder leiding staat van de gerenommeerde arts Frits van Avezaeth (Aus Greidanus lijdt een hoog sterftecijfer. Floor roept de hulp in van Valentijn om uit te zoeken wat er is gebeurd. Hij ontdekt al snel dat de verhoudingen tussen Van Avezaeth, zijn zoon en geneesheer-directeur Jelte (Hylke van Sprundel) en chirurg Smit-Heek (Fred Goessens) behoorlijk gespannen zijn, waarom? En Jelte doet geheimzinnig over een bepaald onderzoek, onderzoek naar wat? Met: Ellen Parren, Robert de Hoog, Guy Clemens, Edo Douma & Bahareh Borzuee |      |                                    |                   |                                   |                  |
| 15 | 2.05 | Blufpoker                          | Willem Zijlstra   | Lex Passchier                     | 25 februari 2016 |
| Floor vraagt Valentijn de secretaris-generaal van Justitie (Theo Pont) te ontmaskeren in een illegale gokhal, ze vermoedt dat deze SG informatie doorspeelt aan een gevaarlijke Chinese crimineel Wong (Kok-Hwa Lie), bij wie hij een gokschuld heeft. Valentijn gaat op onderzoek uit en weet zich via Wong's dochter Melody (Yootha Wong-Loi-Sing) in de organisatie te manoeuvreren. Terwijl Floor en Frensdorf een lege gokhal binnenvallen... Met: Ko van den Bosch, Jan Slagter, Guy Clemens, Ron Sleeswijk & Wynolt Pietersma |      |                                    |                   |                                   |                  |
| 16 | 2.06 | Spoken Bestaan Niet                | Marc Willard      | Lex Passchier & Eva Castillo-Aben | 3 maart 2016     |
| Een autohandelaar (Robert de Waal) wordt vermoord door een automonteur (Ruud Drupsteen) die vermoedelijk onder hypnose de moord heeft gepleegd. Valentijn gaat op onderzoek uit en ontdekt dat er binnen de gefortuneerde familie Twaalfhoven, meer niet in de haak is. Zeker niet als de dochter des huizes (Bo Maerten) onwel raakt... Met: Marieke Heebink, Guy Clemens, Pauline Greidanus, Mike Weerts, Remco Melles, e.v.a. |      |                                    |                   |                                   |                  |
| 17 | 2.07 | Ontvoerd                           | Willem Zijlstra   | Bert Bouma                        | 10 maart 2016    |
| Floor zit met een dwingende kwestie: De Vries hijgt in haar nek over de plotselinge verdwijning van de vrouw van de Russische ambassadeur en vraagt of Valentijn haar hierbij kan helpen. Echter worden Leo en Valentijn tijdens het telefoongesprek beschoten met verdovingspijltjes en worden ze wakker in een zeecontainer. Het is onduidelijk wat de ontvoerders (Erik van Welzen & Ruben Brinkman) van ze willen. Echter blijkt dat het ze niet om Valentijn en Leo gaat, maar Leo's hackende neefje Danny (Robert de Hoog). Danny moet een film vernietigen van een server in Hollywood. Frensdorf ontdekt dat dit gebeurt doordat hij middenin een moordonderzoek op een filmproducent (Arthur Geesing) zit. Echter ontdekt Floor dit ook en moet ze een keuze maken: Danny uitleveren of luisteren naar Valentijn en Leo? Die door een slim plannetje vrij zijn gekomen, op zoek naar de ontvoerders... Met: Guy Clemens, Han Oldigs, Judith Noyons, e.v.a. |      |                                    |                   |                                   |                  |
| 18 | 2.08 | Chevalier                          | Marc Willard      | Eva Castillo-Aben                 | 17 maart 2016    |
| Floor onderzoekt een reeks fraude op grote schaal en vraagt Valentijn eens wat rond te neuzen op de manege van de geroemde paardenfokker Hester Goedkoop (Marian Mudder). Valentijn ontdekt al snel dat de fraude verband lijkt te houden met de plotselinge zelfmoord van een gefortuneerde weduwe (Mieke Kuijpers), bij wiens dood haar dochter (Kiki van Deursen) grote vraagtekens zet. Valentijn gaat op onderzoek uit, en vindt inderdaad een connectie met de fraudezaak... Met: Michiel de Jong, Guy Clemens, Dick van den Toorn, Maartje Remmers, Anne Lamsvelt, Lidia van Coeverden & Chiara Wilde |      |                                    |                   |                                   |                  |
| 19 | 2.09 | Haute Cuisine (Je Bent Wat Je Eet) | Marc Willard      | Wim Hoen                          | 24 maart 2016    |
| In een wijnkist van een fles Romanée-Conti wordt de schedel gevonden van een jongeman. Floor vraagt Valentijn of hij enig idee heeft waar die vandaan komt en gaat langs bij een restaurant van vrienden (Bas Keijzer & Miryanna van Reeden). Zijn bezoek zal onvergetelijk blijven, niet alleen door de smaak van het eten, maar ook door de plotselinge zelfmoord van een de koks. Valentijn onderzoekt de zaak verder en lijkt een crime passionnel op het spoor te zijn. Of toch niet? Met: Guy Clemens, Nyncke Beekhuyzen, Cyriel Guds, Wieger Windhorst, Faas Wijn, David Eeles, Cherif Zaouali & Mees Bink |      |                                    |                   |                                   |                  |
| 20 | 2.10 | Oog om Oog                         | Marc Willard      | Bert Bouma                        | 31 maart 2016    |
| Valentijn is er net achter dat zijn beste vriend Victor (Guy Clemens) en eigenaar van het hotel verantwoordelijk is voor het geven van de moordopdracht voor de moord op Suze en voor de mislukte aanslagen op hemzelf. Valentijn zoekt naar een manier om bewijs te verzamelen tegen Victor zodat Floor hem kan oppakken, hiervoor bedenkt hij samen met Danny een ingewikkeld plan. Ondertussen komt hij samen met Floor de schutter op het spoor, die een onverwachte verrassing voor ze in petto heeft. Net als Victor overigens... Net nu Valentijn op het punt staat eindelijk zijn vader (Adrian Brine) te ontmoeten... Met: David Eeles, Hein van der Heijden, Marcino Iwicki & Marcelino Pistoor |      |                                    |                   |                                   |                  |

### Film (2018)
In 2018 werden de twee seizoenen van Heer & Meester opgevolgd door Heer & Meester: de Film. Het tv-drama, met de bekende acteurs van het laatste seizoen, is het slotstuk van de misdaadserie. In de film wordt Valentijn Bentinck definitief geconfronteerd met zijn verleden.
| Titel                   | Datum uitzending | Kijkcijfers |
| ----------------------- | ---------------- | ----------- |
| Heer & Meester: de Film | 29 december 2018 | 887.000     |